# Réserve de biosphère de Calakmul

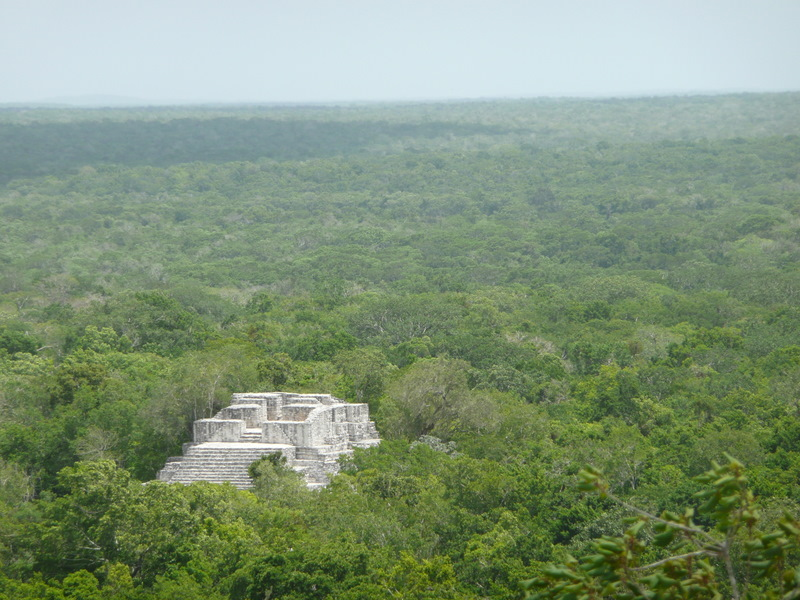
Zone archéologique de Calakmu

La réserve de biosphère de Calakmul est une aire protégée du Mexique située dans la péninsule du Yucatán, dans l'état de Campeche, au Mexique. Elle a été créée en 1989 et reconnue en tant que réserve de biosphère par l'UNESCO en 1993. Elle comprend 7 231,85 km2 de terrain dont les ruines de Calakmul reconnues au patrimoine mondial de l'humanité depuis 2002.
Elle est contigüe avec la réserve de biosphère Maya au Guatemala.